# Drongo à raquettes
Dicrurus paradiseus
Espèce
Statut de conservation UICN

 LC  : Préoccupation mineure
Le Drongo à raquettes (Dicrurus paradiseus) est une espèce d'oiseau appartenant à la famille des Dicruridae. 
C'est le plus grand des drongos, même sans tenir compte de la queue.
Il doit son nom aux deux "raquettes" qui semblent le poursuivre quand il vole et qu'on discerne bien, comme suspendues dans le prolongement de la queue, lorsqu'il est perché.
En Malaisie, on le nomme hamba kera (litt. esclave des singes) car il accompagne souvent les bandes de singes à la cime des arbres afin de capturer les insectes que dérangent ces primates remuants et agités.

## Habitat
Le drongo à raquette est un oiseau commun des forêts tropicales humides et des jungles à bambous.

## Description

Cet oiseau de taille moyenne mesure jusqu'à 35 cm de long (environ 68 cm avec la queue). Il pond deux à quatre œufs dans le nid en forme de coupe lâche et profonde de fines brindilles, de débris d'écorce et de tiges d'herbes qu'il installe à la fourche horizontale d'un arbre.
L'adulte est capable d'attaquer des espèces bien plus grandes (comme le calao rhinocéros...) s'il sent le nid ou les petits menacés. Le plumage bleu-noir a des reflets métalliques, la queue d'hirondelle est longue et prolongée par deux élégantes plumes, la variété indienne, D. p. grandis, porte une sorte de huppe proéminente alors qu'elle est à peine visible chez d'autres sous-espèces. La forme sri-lankaise, D. p. ceylonicus ou Dicrurus ceylonicus selon certains auteurs qui la classent à part, a ainsi une huppe plus petite et une longue queue très échancrée mais sans "raquettes".

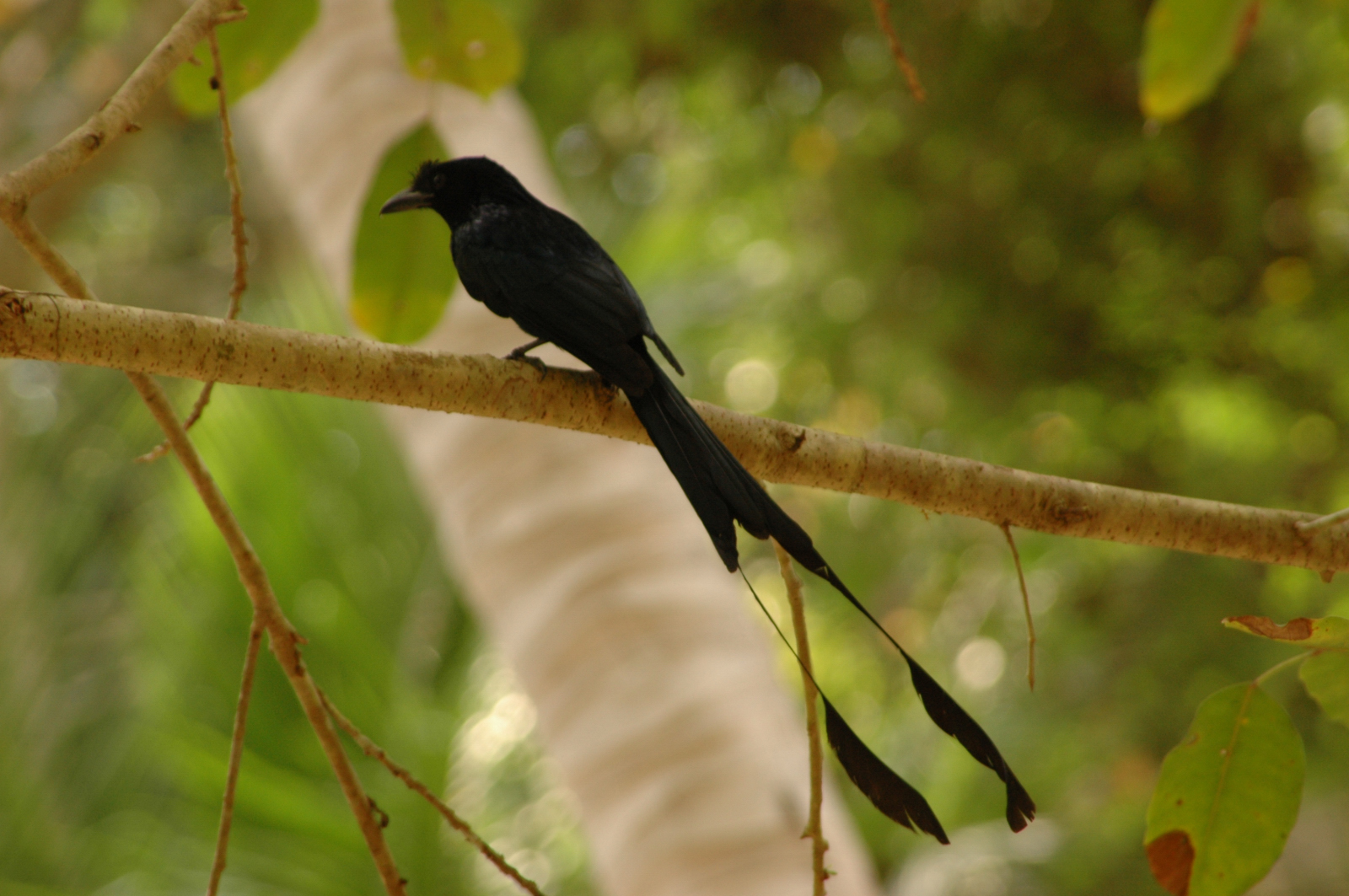

C'est un insectivore aux courtes pattes qui se nourrit d'une grande variété d'insectes, des moucherons aux grands papillons et coléoptères, insectes qu'il trouve dans les parties basse et moyenne de la canopée.

Le chant du drongo à raquettes, puissant et varié, peut être musical et sifflé, grinçant et chuintant ou encore métallique et tintant. Il peut se résumer à quelques notes saccadées tiou-ouit, cli-ouh, tiou-ouit, cli-ouh ou bien être un cri uit-uit-uit sifflé ou un cri clink-link-link carillonnant.
- Chant du drongo à raquettes

Selon Goodale et Kotagama (2006), le drongo à raquettes semble capable d'apprendre les cris d'alarme d'autres oiseaux, aptitude assez rare chez les oiseaux à l'état sauvage.

## Répartition et sous-espèces
Selon la classification de référence du Congrès ornithologique international (15.1, 2025) il se répartit en treize sous-espèces (ordre phylogénique) :
- D. p. grandis (Gould, 1836) — nord de l'Asie du Sud et de l'Indochine ;
- D. p. rangoonensis (Gould, 1836) — centre de l'Asie du Sud et de l'Indochine ;
- D. p. paradiseus (Linné, 1766) — sud de l'Asie du Sud et de l'Indochine ;
- D. p. johni (Hartert, 1902) — Hainan ;
- D. p. ceylonicus Vaurie, 1949 — Sri Lanka ;
- D. p. otiosus (Richmond, 1902) — îles Andaman ;
- D. p. nicobariensis (Baker, 1918) — îles Nicobar ;
- D. p. hypoballus (Oberholser, 1926) — péninsule Malaise (centre) ;
- D. p. platurus Vieillot, 1817 — sud de la péninsule Malaise et Sumatra ;
- D. p. microlophus (Oberholser, 1917) — Tioman, Anambas et îles Natuna ;
- D. p. brachyphorus (Bonaparte, 1850) — Bornéo et Laut ;
- D. p. banguey (Chasen & Kloss, 1929) — Balambangan et Banggi ;
- D. p. formosus (Cabanis, 1851) — Java et Bali.